# Nikasius Kipengele
Nikasius Kipengele (* 1923 in Kipatimu; † 7. Dezember 1971) war ein tansanischer Geistlicher und römisch-katholischer Bischof von Mahenge.

## Leben
Nikasius Kipengele empfing am 24. August 1958 das Sakrament der Priesterweihe für das Erzbistum Daressalam. Später war Kipengele als Spiritual am Kleinen Seminar des Bistums Morogoro tätig.
Am 25. Juni 1970 ernannte ihn Papst Paul VI. zum Bischof von Mahenge. Der Erzbischof von Daressalam, Laurean Kardinal Rugambwa, spendete ihm am 22. September desselben Jahres in der Cathedral of Christ the King in Mahenge die Bischofsweihe; Mitkonsekratoren waren der Erzbischof von Tabora, Marko Mihayo, und der Bischof von Mwanza, Renatus Lwamosa Butibubage.